# NGC 1845
NGC 1845 (другие обозначения — ESO 56-SC65, LH 26, KMNK 545) — звёздная ассоциация или рассеянное звёздное скопление в созвездии Столовой Горы. Находится в Большом Магеллановом Облаке. Открыто Джоном Гершелем в 1834 году. Описание Дрейера: «скопление с не очень плотной серединой, содержит звёзды от 9—11 до 16-й величины». Возраст скопления составляет менее 12 миллионов лет, оно классифицируется как OB-ассоциация.
Этот объект входит в число перечисленных в оригинальной редакции «Нового общего каталога».
Вблизи скопления наблюдаются две звезды Вольфа — Райе; одна из них находится более чем в 100 пк, поэтому, скорее всего, не входит в скопление. Расстояние второй звезды от центра скопления более чем 100 пк, а от края — около 50 пк, её членство в скоплении оценивается как маловероятное. 
Молодая OB-ассоциация NGC 1845 вместе с ещё двумя подобными образованиями (LH 24 и LH 18) подсвечивает и заставляет люминесцировать в эмиссионных линиях водорода старый (возрастом более 12 млн лет, диаметром 900 пк) комплекс сверхгигантских оболочек LMC 8 с северо-восточной стороны, создавая визуальное впечатление, что эта газовая структура открыта с юго-запада. 